# 広瀬世華
広瀬 世華（ひろせ せいか、2000年4月13日 - ）は、日本の女性声優。東京都出身。アーツビジョン所属。

## 略歴
日本ナレーション演技研究所出身。
2018年6月よりマリン・エンタテインメントによって結成された声優ユニット「teaRLove」にメンバーとして参加する。2022年のラストライブまで約4年半活動を行った。

## 人物
趣味にはパズル、ギター、歌、ダンスをそれぞれ挙げている。特技には空手、暗記、百人一首をそれぞれ挙げている。

## 出演
太字はメインキャラクター。

### テレビアニメ
2018年
- クレヨンしんちゃん（2018年 - 2025年、グラビアアイドル、募金のお姉さんB、ミニスカ女子A、ビッグバカーン、お姉さんA 他）
- ユリシーズ ジャンヌ・ダルクと錬金の騎士（妖精C）

2019年
- あんさんぶるスターズ!（観客）
- 女子高生の無駄づかい（1年生女生徒）

2020年
- かくしごと（アユ）
- ドラえもん（テレビ朝日版第2期）（コーラス隊）
- 白猫プロジェクト ZERO CHRONICLE（少女）
- Lapis Re:LiGHTs（シャンペ）
- 恋とプロデューサー〜EVOL×LOVE〜（女子生徒）
- 無能なナナ（生徒）
- 忍たま乱太郎（忍たま）

2021年
- 出会って5秒でバトル（女友達）
- チート薬師のスローライフ〜異世界に作ろうドラッグストア〜（ポーラ）

2025年
- 光が死んだ夏（辻中薫）

### 劇場アニメ
- 映画 妖怪学園Y 猫はHEROになれるか（2019年）
- クレヨンしんちゃん 謎メキ!花の天カス学園（2021年、冷笑女子生徒）

### ゲーム
2016年
- 天空のクラフトフリート（2016年 - 2017年、ソニア、マヤ）

2017年
- エターナルリンケージ 〜蒼穹のアムネシア〜（シャーロット）
- 天華百剣 -斬-（乱光包）

2018年
- 放置少女〜百花繚乱の萌姫たち〜（廉頗）

2021年
- ラピスリライツ 〜この世界のアイドルは魔法が使える〜（シャンペ）

2022年
- 東方ダンマクカグラ（リリーホワイト）
- 東方電幻景（リリーホワイト）

2023年
- えとはなっ!～干支っ娘・花札バトル～（生馬しらら）

2025年
- レスレリアーナのアトリエ 〜忘れられた錬金術と極夜の解放者〜（フロッケ・チェルハ〈2代目〉）

### 吹き替え
- カズープ!（英語版）

### ボイスドラマ
- 戦国繚乱美少女伝（2025年、伊勢貞興、柴田兵B、北条兵C、西軍兵B）

### ラジオ
※はインターネット配信。
- ぽにきゃんぜん部!（2017年 - 2018年、音泉※）[15]

### テレビ番組
※はインターネット配信。
- シュガポケの漫画研究会（2020年、YouTube※）

### WEBムービー
- 森永乳業「母の応援」篇（2021年、妹）

## ディスコグラフィ

### キャラクターソング
| 発売日         | 商品名                                              | 歌                                                               | 楽曲                                                           | 備考                                                          |
| -------------- | --------------------------------------------------- | ---------------------------------------------------------------- | -------------------------------------------------------------- | ------------------------------------------------------------- |
| 2020年2月5日   | START the MAGIC HOUR                                | シュガーポケッツ                                                 | 「シャノワール」 「knockin' on baby」                          | 『ラピスリライツ 〜この世界のアイドルは魔法が使える〜』関連曲 |
| 2020年7月8日   | 私たちのSTARTRAIL/プラネタリウム                    | ラピスリライツ・スターズ                                         | 「私たちのSTARTRAIL」                                          | テレビアニメ『Lapis Re:LiGHTs』オープニングテーマ             |
| 2020年12月23日 | SKY FULL of MAGIC                                   | シュガーポケッツ                                                 | 「わがままキャラメリゼ」                                       | テレビアニメ『Lapis Re:LiGHTs』挿入歌                         |
| 2020年12月23日 | SKY FULL of MAGIC                                   | シュガーポケッツ                                                 | 「# BFF」                                                      | 『ラピスリライツ 〜この世界のアイドルは魔法が使える〜』関連曲 |
| 2020年12月23日 | SKY FULL of MAGIC                                   | ラピスリライツ・スターズ                                         | 「私の名は、光。」                                             | 『ラピスリライツ 〜この世界のアイドルは魔法が使える〜』関連曲 |
| 2021年7月21日  | 百華繚乱 参                                         | 厳島の友成（相坂優歌）、鉋切長光（一木千洋）、乱光包（広瀬世華） | 「万夜億夜のミツルギンナイト」                                 | ゲーム『天華百剣 -斬-』関連曲                                 |
| 2022年2月23日  | Sound of the Bell/SUGAR×LEMONADE                    | シュガーポケッツ                                                 | 「SUGAR×LEMONADE」                                             | 『ラピスリライツ 〜この世界のアイドルは魔法が使える〜』関連曲 |
| 2022年2月23日  | Sound of the Bell/SUGAR×LEMONADE シュガーポケッツ盤 | シュガーポケッツ                                                 | 「シャノワール （ツカダタカシゲ's "Lapis Re:Toy Box" Remix）」 | 『ラピスリライツ 〜この世界のアイドルは魔法が使える〜』関連曲 |

### その他参加楽曲
| 発売日   | 商品名               | 歌       | 楽曲                     | 備考               |
| 2019年   | 2019年               | 2019年   | 2019年                   | 2019年             |
| -------- | -------------------- | -------- | ------------------------ | ------------------ |
| 3月31日  | 瞬間シンクロニシティ | teaRLove | 「瞬間シンクロニシティ」 | 『teaRLove』関連曲 |
| 4月28日  | ソライロメロディ     | teaRLove | 「ソライロメロディ」     | 『teaRLove』関連曲 |
| 6月30日  | 恋するサマーラッシュ | teaRLove | 「恋するサマーラッシュ」 | 『teaRLove』関連曲 |
| 9月28日  | 勇気の翼             | teaRLove | 「勇気の翼」             | 『teaRLove』関連曲 |
| 12月15日 | 僕らの夢のその先へ   | teaRLove | 「僕らの夢のその先へ」   | 『teaRLove』関連曲 |
| 2020年   |                      |          |                          |                    |
| 2月22日  | NO IMITATION         | teaRLove | 「NO IMITATION」         | 『teaRLove』関連曲 |

### ユニットメンバー
1. 1 2 3  ラトゥーラ（早瀬雪未）、シャンペ（広瀬世華）、メアリーベリー（赤尾ひかる）
2. 1 2  ティアラ（安齋由香里）、ロゼッタ（久保田梨沙）、ラヴィ（向井莉生）、アシュレイ（佐伯伊織）、リネット（山本瑞稀）、アンジェリカ（雨宮夕夏）、ルキフェル（松田利冴）、ナデシコ（本泉莉奈）、ツバキ（鈴木亜理沙）、カエデ（大野柚布子）、ラトゥーラ（早瀬雪未）、シャンペ（広瀬世華）、メアリーベリー（赤尾ひかる）、エミリア（星乃葉月）、あるふぁ（嶺内ともみ）、サルサ（篠原侑）、ガーネット（中山瑶子）、ユエ（桜木夕）、ミルフィーユ（奥紗瑛子）、フィオナ（伊藤はるか）
3. 1 2  赤尾ひかる、桶谷菜穂、小野寺瑠奈、河野ひより、桜木夕、関根瞳、高橋菜々美、広瀬世華、福積沙耶、丸岡和佳奈